# Donato Coco
Donato Coco (Rignano Garganico, 1956) è un designer italiano, attivo nella progettazione di automobili.
È considerato uno dei più importanti automotive designer del panorama internazionale della sua generazione.

## Biografia

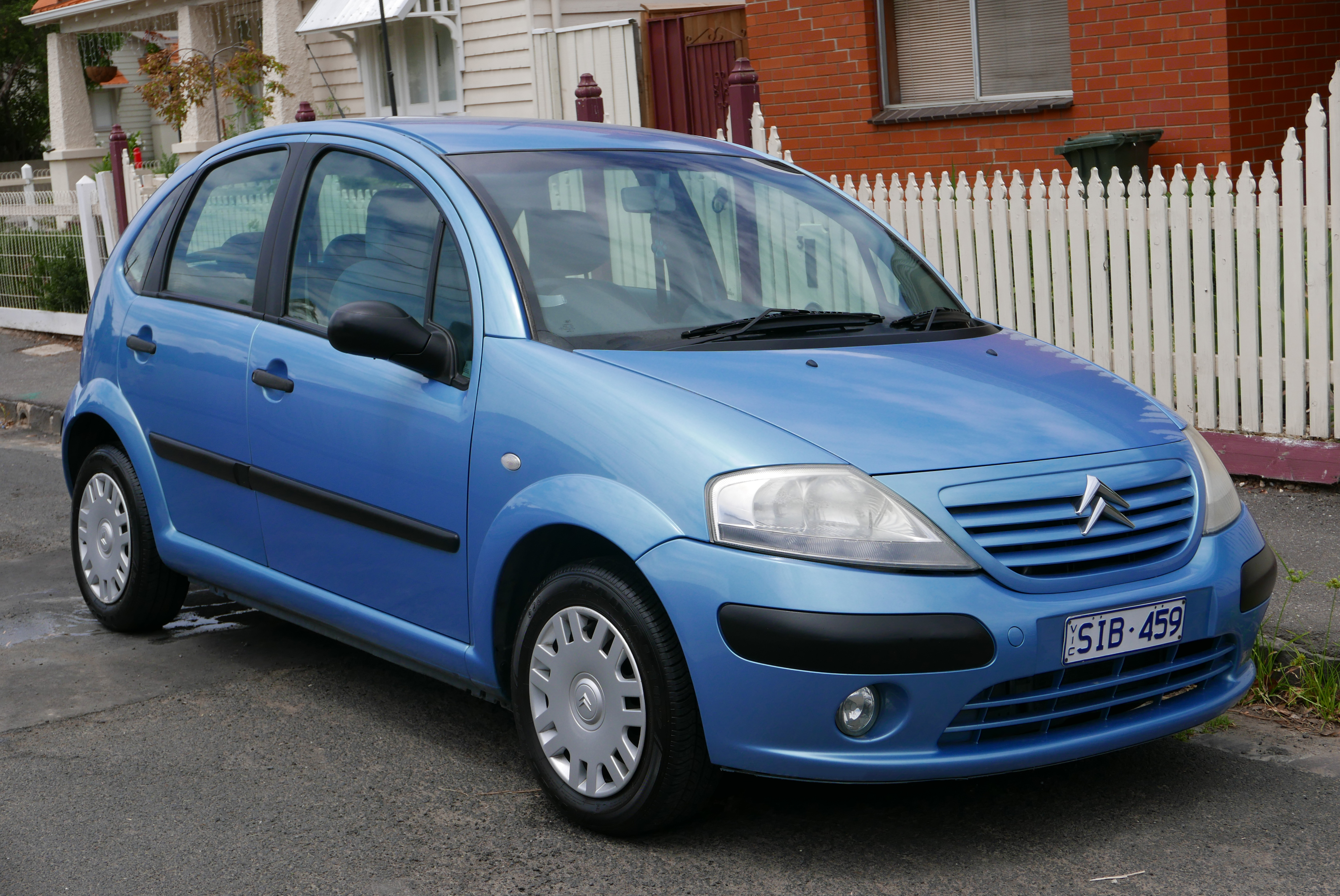
La Citroën C3 del 2002, una delle più apprezzate creazioni di Coco

### I primi anni e gli studi
L'interesse di Coco nel campo del disegno industriale inizia nel 1970, quando consegue un primo diploma professionale in lavorazione dei metalli. Dopo un nuovo diploma tre anni dopo, stavolta in architettura di interni, ottiene nel 1977 un Diplôme national supérieur d'expression plastique a Besançon, in Francia. Frequenta poi l'accademia delle belle arti presso la stessa cittadina francese, iniziando al contempo il suo percorso professionale: graphic designer in campo pubblicitario, assistente del pittore e scultore Georges Oudot e fotoreporter per il quotidiano regionale L'Est républicain.
Dal 1980 al 1983, dapprima segue un tirocinio in ingegneria e architettura a Miami, negli Stati Uniti d'America, ritornando poi in Francia per assumere la carica di design manager in Cébé International, azienda di abbigliamento di Morez specializzata negli sport invernali. Al termine di questo triennio, si laurea in automotive design presso il Royal College of Art di Londra, in Inghilterra; la sua tesi finale, che verte su un'ipotetica nuova 2CV, assieme alla vittoria di un concorso nazionale di design indetto dalla Citroën gli permettono di entrare nella casa automobilistica transalpina, con cui inizia una lunga collaborazione.

### Il periodo in Citroën
Per l'azienda francese Coco firma importanti progetti di stile, dapprima occupandosi solo del design di esterni, e successivamente anche di interni e piattaforme. Nel 1998, con la concept car C3 Lumiére, anticipa la C3 di serie e la derivata C3 Pluriel che, oltre a ricevere numerosi apprezzamenti per la linea e le soluzioni stilistiche adottate, influenzano l'intero family feeling Citroën degli anni 2000. Diventato nel frattempo chief designer per quanto riguarda le piccole e medie piattaforme, a cavallo del II e III millennio lavora alla Xsara Picasso e alla stirpe delle varie C1, C2, C4 e C6; per il reparto corse della casa si occupa inoltre di prototipi da gara destinati alle competizioni Rally raid e World Rally Car, come la ZX Grand Raid e la Xsara WRC.

### Ferrari e Lotus
Nel 2005, dopo una carriera ventennale in Francia, torna in Italia richiamato dalla Ferrari, di cui diventa responsabile dello stile subentrando a Frank Stephenson. Qui, occupandosi per la prima volta di vetture sportive ad alte prestazioni, da una parte rinnova vetture già in gamma come la F430, mentre dall'altra contribuisce a inaugurare il nuovo corso stilistico della casa di Maranello lavorando sulle nuove 599 GTB Fiorano, California e 458 Italia.
Dal 4 gennaio 2010, a seguito del suo subentro in Ferrari da parte di Flavio Manzoni, assume la carica di direttore del design nel Gruppo Lotus (Lotus Cars e Lotus Engineering).

## Realizzazioni

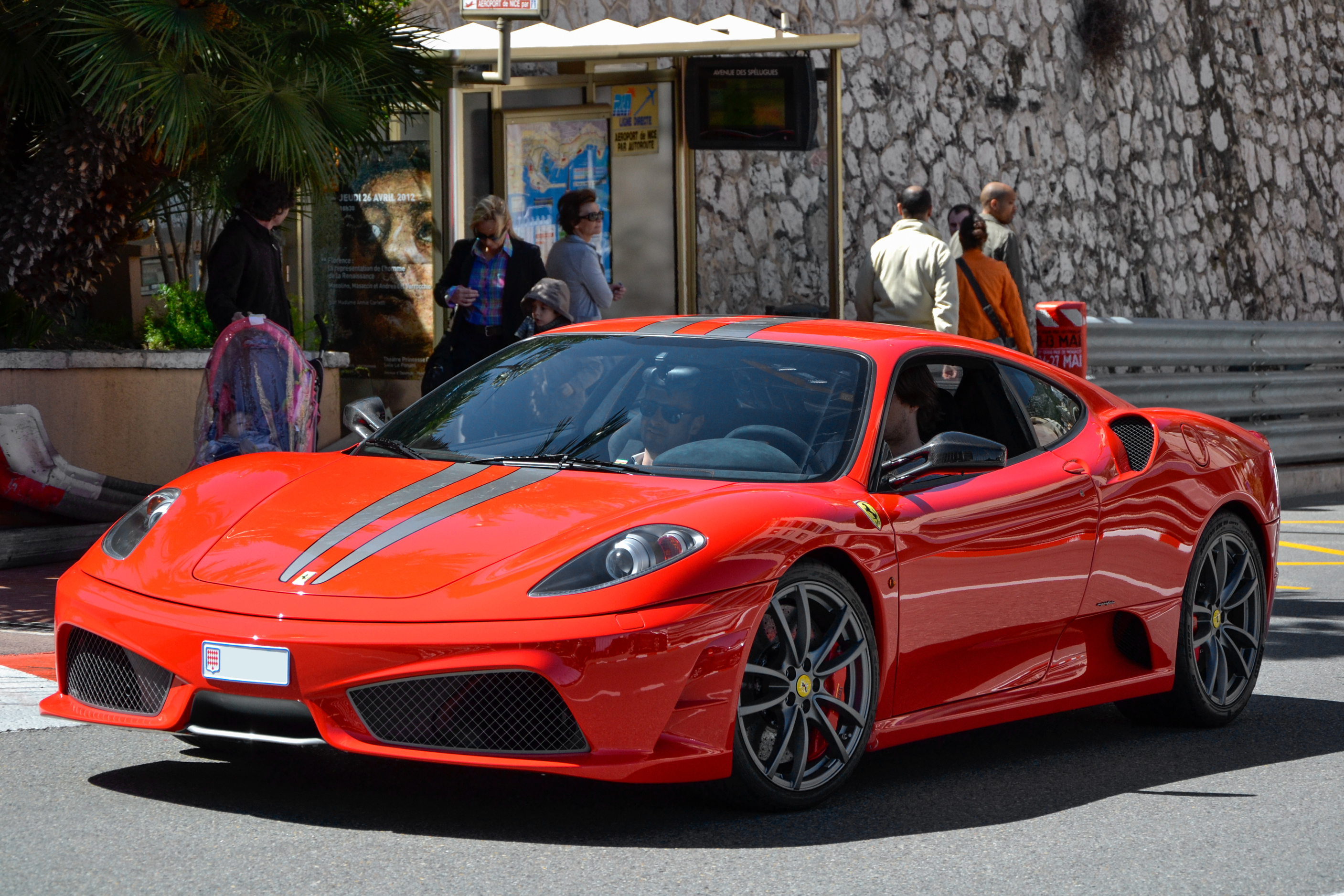
La Ferrari F430 Scuderia del 2007, una delle vetture più rappresentative del designer italiano

- Citroën ZX Paris Dakar
- Citroën Xsara
- Citroën Xsara Picasso
- Citroën C2
- Citroën C3
- Citroën C3 Pluriel
- Citroën C1
- Ferrari F430 Scuderia
- Ferrari F430 Spider 16M
- Ferrari 599XX